# Aeroportul Ralph Wien Memorial
Aeroportul Ralph Wien Memorial (IATA: OTZ, ICAO: PAOT, FAA LID: OTZ) este un aeroport din Alaska, Statele Unite ale Americii ce deservește zona Kotzebue⁠(d). Aeroportul a fost tranzitat în 2019 de 135.752 de pasageri.
Situat la o altitudine de 4 m, aeroportul dispune de 2 piste. Este operat de Alaska Department of Transportation & Public Facilities⁠(d).

## Infrastructură

### Piste
Aeroportul dispune de 2 piste. Pista 09/27 are suprafața de asfalt și dimensiunile 6.300 picioare × 150 picioare. Pista 18/36 are suprafața de pietriș și dimensiunile 3.876 picioare × 90 picioare. 